# Hendrich-Sturzrisiko-Modell
Das Hendrich Sturzrisiko Modell (HSM, auch Hendrich-Skala) ist ein von US-amerikanischen Pflegewissenschaftlern, insbesondere Ann Hendrich erarbeitetes Pflegeassessment-Instrument zur Einschätzung des Sturzrisikos eines Pflegebedürftigen oder Patienten. Im Rahmen der Pflegeanamnese werden sechs sogenannte Items (Faktoren) erfasst und bewertet, die eine Einschätzung des Sturzrisikos erlauben: Stürze in der Vorgeschichte, Depression, Verwirrtheit/Desorientierung, veränderte Ausscheidung, Benommenheit/Schwindel und unangemessene Mobilität/Schwäche. Entsprechend der Risikobewertung wird die Sturzprävention in die Pflegeplanung aufgenommen und bei Zustandsveränderungen angepasst. Weitere Möglichkeiten, das Sturzrisiko zu bewerten, sind die Morse-Skala und STRATIFY, die sich spezifisch mit der Sturzbewertung befassen; andere Instrumente wie die Pflegeabhängigkeitsskala erfassen weitere Pflegerisiken.